# Narnaund
Narnaund è una città dell'India di 15.114 abitanti, situata nel distretto di Hisar, nello stato federato dell'Haryana. In base al numero di abitanti la città rientra nella classe IV (da 10.000 a 19.999 persone).

## Geografia fisica
La città è situata a 29° 13' 0 N e 76° 9' 0 E e ha un'altitudine di 207 m s.l.m..

## Società

### Evoluzione demografica
Al censimento del 2001 la popolazione di Narnaund assommava a 15.114 persone, delle quali 8.114 maschi e 7.000 femmine. I bambini di età inferiore o uguale ai sei anni assommavano a 2.291, dei quali 1.216 maschi e 1.075 femmine. Infine, coloro che erano in grado di saper almeno leggere e scrivere erano 8.541, dei quali 5.464 maschi e 3.077 femmine.